# Klinička bolnica
Klinička bolnica je tip bolničke ustanove u Republici Hrvatskoj. Klinička bolnica je manja od kliničkog bolničkog centra, a veća i bolje opremljenija od opće bolnice. U Hrvatskoj postoje tri kliničke bolnice, koje se nalaze u Zagrebu.
Klinička bolnica jest opća bolnica gdje barem dvije od navedenih djelatnosti (interna medicina, kirurgija, pedijatrija, ginekologija i porodiljstvo) nose naziv klinike kao i najmanje još dvije druge djelatnosti drugih specijalnosti, odnosno dijagnostike.

## Kliničke bolnice
- Klinička bolnica Dubrava, Zagreb
- Klinička bolnica Merkur, Zagreb
- Klinička bolnica Sveti Duh, Zagreb